# Политическое участие

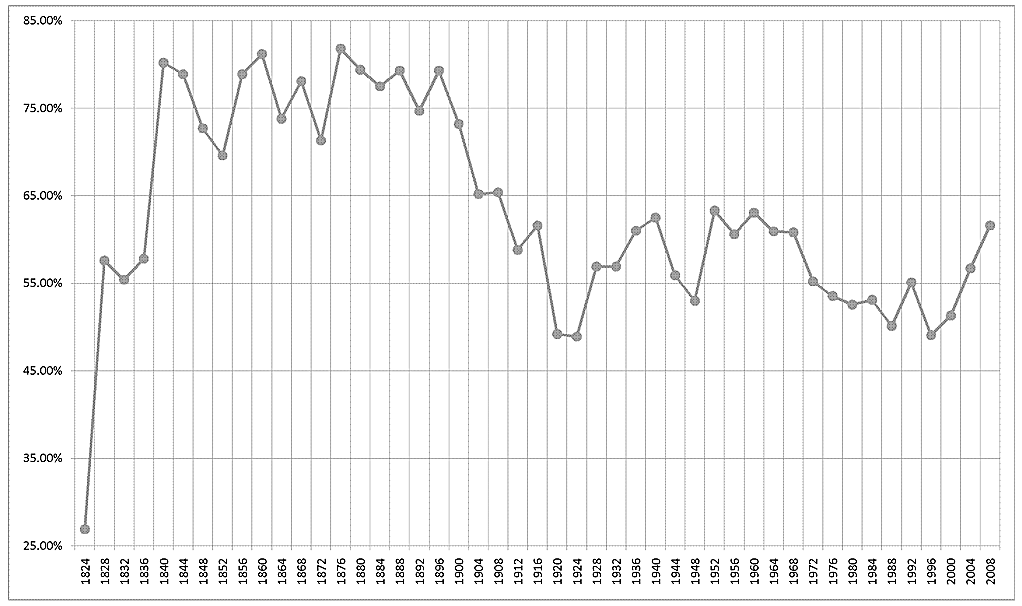
Явка избирателей на президентских выборах в США с 1824 по 2008 год.
Тенденции к снижению участия населения развитых стран в конвенциональных формах политического участия стали предметом широкого внимания исследователей

Полити́ческое уча́стие (англ. participation) — понятие в политической науке (политологии) и политической социологии, в самом широком смысле означающее деятельность граждан, направленную на выбор политиков, а также принятие и претворение в жизнь политических решений.
Проблемное поле политического участия включает такие темы, как теория гражданства, выборы, политический активизм и политическое движение. В последнее время большое распространение получили исследования политического насилия (репрессий) и новых социальных движений. При этом в свою очередь, как правило, рассматривается как одна из форм политического поведения.

## Концептуальные рамки
Наиболее влиятельное определение политического участия было дано в 1972 году С. Вербой и Н. Наем; оно понималось исследователями как легальная деятельность частных граждан, направленная на выбор правительственных работников и принятие политических решений. Милбрэт и Гоэль определяли политическое участие схожим образом, как «деятельность, направленную на поддержку или влияние на правительственные решения». В те же годы, тем не менее, существовали и более расширительные толкования концепта. Ш. Арнстейн, разрабатывая свою лестницу гражданского участия, писала о политическом участии вообще как о «категориальном термине для власти граждан».
В целом, классические определения политического участия сходятся на трёх отличительный чертах, присутствующих во всех определениях:
1. Акцент на политической активности или конкретных политических действиях.
2. Акцент на добровольности или по крайней мере необязательности этой активности.
3. Акторы, вовлечённые в политическое участие, — это граждане, действующие на непрофессиональной основе.

В остальном большинство авторов расходится, из-за чего в литературе циркулируют отличающиеся по своим концептуальным рамкам определения политического участия.
Ранние определения не учитывали пассивные формы участия, а также политическое насилие и многое другое, и в литературе появились более широкие трактовки понятия, включавшие в себя пассивные, агрессивные, не связанные с работой правительственных структур и другие прежде не учитываемые формы политического участия.
Наиболее актуальные наблюдения акцентировали внимание на расширении не только круга форм политического участия, но и различения их по причинам и мотивации граждан. П. Норрис различала «citizen-oriented politcs», основанную на понятии гражданства и выражающуюся, соответственно, в поддержке политических партий и голосовании на выборах, и «cause-oriented politcs», связанную с конкретными событиями или информационными поводами или проблемами в общественно-политической повестке, но не с долговременной партийной привязанностью и направленностью на правительственную политику.

## Формы политического участия
Ранние типологии политического участия тесно связаны с тем, что авторы включали в это понятие. Милбрэт и Гоэль в своём анализе американской политики выделяли 3 модуса политического участия по степени вовлечённости в политический процесс, каждому из которых соответствуют отдельные виды деятельности.
- «Равнодушные» (англ. apathetics) — граждане, не включённые в политический процесс.
- «Зрители» (англ. spectators) — граждане, поддерживающие своё участие в политике на низком (минимальном) уровне. К таковым относятся «коммуникаторы», «специализирующиеся» на личных контактах, а также голосующие на выборах и неравнодушные патриоты. В число «зрителей», согласно выводам Милбрэта и Гоэля, входило абсолютное большинство в американском обществе.
- «Гладиаторы» — активные участники политического процесса. Участники политических протестов, общественные активисты, члены партий и участники предвыборных кампаний[2].

Верба и Най включали в число форм политического участия голосование на выборах, общественную работу, работу в предвыборных штабах и контакты с политическими лидерами.
В зависимости от характера политического участия Макс Вебер также создал классификацию участников политической сферы общества:
1. Политики по случаю. Это люди, которые осуществляют своё политическое участие нецеленаправленно, а постольку, поскольку подобные политические действия совершаются массово. Обычно такими «политиками» становятся избиратели, которые вне процедуры голосования не заинтересованы в политической деятельности. К таким же политикам можно отнести и людей, участвующих в референдумах или иных массовых политических процессах.
2. Политики по совместительству. Эти люди участвуют в политической жизни помимо выборов и референдумов, могут становиться членами избирательных комиссий и др. Однако политика не является их основной формой активности, они занимаются ею «по совместительству» с основным родом занятий.
3. Политики по призванию. Такие люди занимаются целенаправленным политическим участием, баллотируются в ходе выборов, имеют чёткие мотивы и желания относительно политики.

Кроме того, была составлена классификация участников политической жизни и на основе более полного списка характеристик: заинтересованности в политике, осведомлённости и степени вовлечённости. Автор классификации — Е. Вятр.
1. Активисты. Эти люди сильно заинтересованы в политике, их политическая активность осуществляется на разных уровнях и в разных сферах.
2. Наблюдатели. Такие субъекты заинтересованы в политике, активно изучают новости, однако не принимают прямое участие в политической жизни.
3. Критики. От наблюдателей отличаются критики, обладающие высокой осведомлённостью о политических реалиях, однако также активно обсуждающие, критикующие проводимый властью курс.
4. Пассивные участники. Данные субъекты политики обычно не выражают активного интереса к политической жизни, не участвуют в политических акциях, однако могут участвовать в качестве избирателей в выборах, а также выражать недовольство, если политика власти будет активно противоречить их интересам и влиять на уровень жизни.
5. Аполитичные. В отличие от пассивных участников, аполитичные субъекты могут активно выражать свою позицию против политики, дистанцироваться от неё, чтобы не принимать в ней никакого участия.[8]

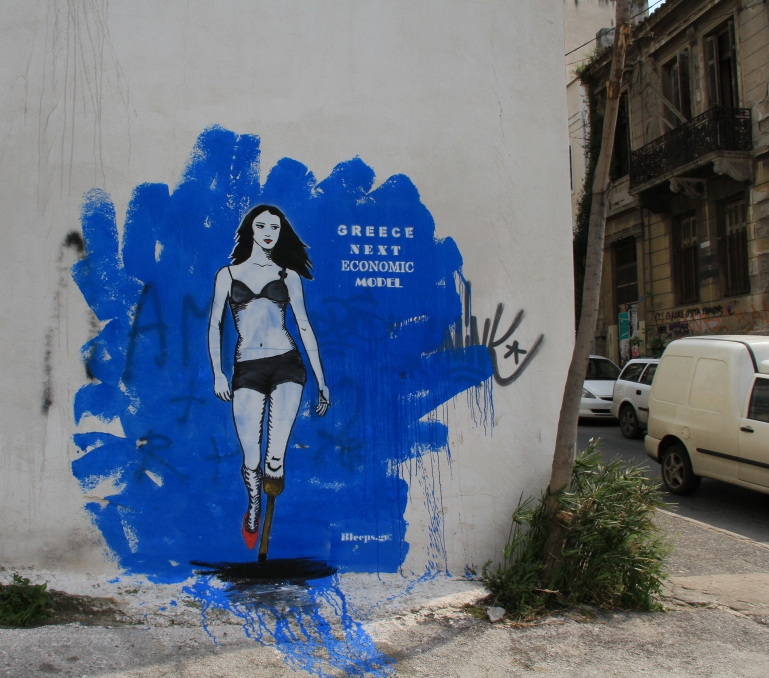
В качестве новых форм политического участия признаются и политические граффити

Принципиально иной подход использовал М. Ольсен. Будучи сторонником плюралистской теории власти, исследователь использовал в качестве главного критерия классификации ролей в политическом участии распределение политической власти между этими ролями: политические лидеры обладают доступом к широкой власти, активисты обладают ею по узким вопросам, тогда как большинство граждан пользуются ею коллективно, посредством выборов; маргиналы не участвуют в распределении власти.
Мотивы политического участия :
1. Защита собственных интересов индивидом, повышение уровня благосостояния;
2. Приверженность определённой идеологии;
3. Рационально-правовой мотив: подчинение политическим нормам;
4. Действия в соответствии с социальным статусом;
5. Гуманистические мотивы, стремление к совершенствованию социальной и политической системы;
6. Стремление к достижению социального равенства;
7. Стремление к распределению социальных благ и расширению доступа к материальным и социальным благам;
8. Депривация — недовольство нынешним положением дел.

По характеру политических действий политическое участие также можно условно разделить на традиционное и нетрадиционное. Под первым понимаются такие действия, которые обсуловлены самими институтами политической сферы жизни общества (участие в выборах и референдумах, митингах, демонстрациях и так далее, обращения граждан к представителям органов власти и др.) Нетрадиционное же участие выражается в действиях, которые нетипичны для политических процессов, часто не вытекают логически из целей участников, являются необычными (например, многие формы ненасильственного протеста, такие как сидячие забастовки, организованное молчание и другие являются примерами такого нетрадиционного поведения).

## Эмпирические выводы
За прошедшие десятилетия политическая наука сделала некоторые наблюдения относительно паттернов политического участия в различных культурных, социальных и политических контекстах и в разные временные промежутки.
Ещё в сравнительном исследовании Вербы, Ная и Кима 1978 года было показано, что даже в либеральных демократиях уровень политического участия относительно невысокий, и, к тому же, оно распределено неравномерно: в формы активности, помимо выборов, вовлечена незначительная часть населения.
Исследование Марша (2008) на данных из современной Великобритании сфокусировалось на проверке концепции Бэнга и принципа «Think globally, act locally» и привело к положительным результатам.
Определённый массив литературы посвящён исследованиям политического участия в условиях «cause-oriented politics». Исследование движения «Захвати Уолл-стрит» показало, что оно совмещало в себе как старые формы участия с их ориентацией на оппозиционные установки и тенденции к солидарности, так и новые, не-идеологичные, а также «проективные идентичности».

### Факторы политического участия
Существует ряд переменных, в зависимости от которых представители различных обществ и государств проявляют разный уровень политической вовлечённости.
Одним из главных факторов является социальный статус человека, а также уровень его доходов, жизни в целом. Так, люди более высокого положения в целом сильнее заинтересованы в политике, более склонны участвовать в ней, прежде всего потому, что зачастую социальный статус коррелирует с уровнем образования, а также с наличием ресурсов, необходимых для политического участия.

### Факторы снижения политического участия
Существует целый ряд причин, по которым политическая вовлечённость граждан может снижаться. Одним из факторов такой тенденции может стать демократизация общества в том смысле, что она способствует большей прозрачности жизни политических элит. Если в предшествовавшие эпохи жизнь людей, обладавших властью, была практически полностью скрыта от народа, что способствовало сакрализации властепредержащих, то сегодня все негативные стороны жизни элиты находятся в свободном доступе. Это вызывает негативную оценку элиты гражданами, которая экстраполируется на всю политическую сферу жизни, что приводит к дистанцированию от неё и неучастию.
Кроме того, сильно снижается политическое участие и от излишней бюрократизации государственного аппарата. Многоуровневая система сдержек политической инициативы граждан приводит к инертности политической системы по отношению к их запросам, что делает попытки влиять на неё бессмысленными. Кроме того, чиновничий аппарат берёт на себя подавляющее число всех функций по регуляции общественной жизни, и политическое участие граждан перестаёт быть необходимым.